# جانین هانسن
جانین هانسن (انگلیسی: Janine Hansen؛ زادهٔ ۵ ژوئیهٔ ۱۹۸۹) بازیکن فوتبال اهل لوکزامبورگ است.
وی همچنین در تیم ملی فوتبال Luxembourg بازی کرده‌است.